# Mojosulur
Mojosulur is een bestuurslaag in het regentschap Mojokerto van de provincie Oost-Java, Indonesië. Mojosulur telt 5937 inwoners (volkstelling 2010).